# Boom Boom Boom
Boom Boom Boom – singel Aurelii Gaçe, wydany 26 czerwca 2012 roku. Napisane i skomponowane zostało przez Edlira Begolli i Dr. Flori. Piosenka pochodzi z albumu Paraprakisht.
Teledysk do piosenki opublikowany został w serwisie YouTube 25 czerwca 2012 roku. Wideo zostało wyprodukowane przez Max Production, a o stylizację w klipie zadbał Joni Peçit.
W celu promocji piosenki w czerwcu 2012 roku Aurela Gaçe wystąpiła z nią w jednym z odcinków albańskiego X Factora.